# Поттер (Нью-Йорк)
Поттер (англ. Potter) — місто (англ. town) в США, в окрузі Єйтс штату Нью-Йорк. Населення — 1858 осіб (2020).

## Демографія
Згідно з переписом 2010 року, у місті мешкало 1865 осіб у 627 домогосподарствах у складі 463 родин. Було 688 помешкань
Расовий склад населення:
| - 97,7 % — білих - 0,7 % — чорних або афроамериканців - 0,1 % — корінних американців - 0,1 % — азіатів |

До двох чи більше рас належало 1,1 %. Частка іспаномовних становила 1,5 % від усіх жителів.
За віковим діапазоном населення розподілялося таким чином: 32,8 % — особи молодші 18 років, 55,6 % — особи у віці 18—64 років, 11,6 % — особи у віці 65 років та старші. Медіана віку мешканця становила 34,4 року. На 100 осіб жіночої статі у місті припадало 99,5 чоловіків;  на 100 жінок у віці від 18 років та старших — 91,7 чоловіків також старших 18 років.
Середній дохід на одне домашнє господарство  становив 67 015 доларів США (медіана — 48 438), а середній дохід на одну сім'ю — 76 040 доларів (медіана — 61 389). Медіана доходів становила 41 422 долари для чоловіків та 31 500 доларів для жінок. За межею бідності перебувало 16,5 % осіб, у тому числі 23,7 % дітей у віці до 18 років та 6,8 % осіб у віці 65 років та старших.
Цивільне працевлаштоване населення становило 894 особи. Основні галузі зайнятості: освіта, охорона здоров'я та соціальна допомога — 25,8 %, сільське господарство, лісництво, риболовля — 14,7 %, виробництво — 12,9 %.